# فورد رنجر ای‌وی
فورد رنجر ای‌وی (Ford Ranger EV) خودرویی است که در سال‌های ۱۹۹۸–۲۰۰۲ (۱٬۵۰۰ produced) تولید شده‌است. طراحی آن خودروهای موتور عقب-محور عقب بوده است.